# Случайная жатва (фильм)
«Случайная жатва» или «Плоды случайности» (англ. Random Harvest) — американский драматический фильм режиссёра Мервина Лероя, созданный в 1942 году по мотивам одноимённого романа Джеймса Хилтона. Клодин Уэст, Джордж Фрошель и Артур Вимперис адаптировали роман для экрана и получили номинацию на премию Оскар. Главные роли исполнили: Рональд Колман и Грир Гарсон. Фильм имел огромный коммерческий успех и получил семь различных номинаций на Оскар.

## Сюжет
Ноябрь 1918 года: Джон Смит — тяжело раненный британский офицер был найден недалеко от места битвы при Аррасе. Ему предоставляют убежище в госпитале округа Мельбридж, в переполненном военном крыле. Джон потерял память и с трудом говорит. Он находится под опекой доктора Джонатана Бенета, мудрого и доброго врача, который готовит Смита к визиту пары, ищущей своего сына. Джон оказывается не их сыном. Раздавленный этой новостью, офицер выходит на улицу в туманную ночь для обычной прогулки по территории. Внезапно раздаются звуки сирен и криков, сначала за воротами, а затем внутри убежища — война окончена. Смит спускается с холма в центр города.
Там он знакомится с певицей Паулой Риджуэй, которая находится в Мельбридже с театральной группой. Смит пытается купить сигареты, и его проблемы с речью приводят в ужас продавщицу в табачной лавке, она понимает, откуда он пришел и собирается звонить санитарам. Паула предупреждает об этом Смита, который нерешительно говорит ей, что с ним все в порядке. Он выходит из магазина, и Паула следует за ним. Поскольку он кажется безобидным, девушка приглашает его выпить в пабе. Смит настолько сбит с толку, что Паула не может оставить его одного, поэтому она приводит его в театр и позволяет ему посмотреть её представление в стиле Гарри Лаудера. Там офицер падает в обморок, и Паула отвозит его на ночлег в паб.
Смит болен гриппом. Паула ухаживает за ним и договаривается, что он поедет с труппой, когда они закончат давать представления в этом городе. Их планы рушатся в последнюю минуту, когда охранник больницы, в которой находился Смит приходит в паб. Он описывает сбежавшего человека. За кадром вся труппа спорит с Паулой и убеждает её, что для всех лучше направить Смита в больницу, где он сможет получить надлежащую медицинскую помощь. Эта новость шокирует Джона, заставляя его снова потерять дар речи. Потрясенная его реакцией, Паула отсылает его ждать у задней двери, в то время как она платит Бифферу, хозяину паба, и просит его придержать её чемоданы. У задней двери она видит Смита, стоящего над потерявшим сознание человеком. Джон толкнул его, когда тот попытался задержать офицера. Несмотря на всё, Паула и Смит уезжают.
Паула разрабатывает план, чтобы замести следы, и они оказываются на Западе, в маленькой деревушке, которая «одинока и прекрасна». Пара снимает комнаты в гостинице, говоря миссис Девентер (хозяйке), что они помолвлены. Джон обнаруживает у себя литературный талант и верит, что сможет зарабатывать на жизнь сочинением книг. Он восстановил всё, кроме своей памяти, и он делает Пауле предложение. Они женятся в деревенской церкви. Взявшись за руки, они входят в свой новый дом.
Рано зимним утром (6 ноября, как мы узнаем в следующей сцене), прибывает молочник, и Смит просит его помолчать. «Это сегодня?» — спрашивает молочник и делится своим опытом отцовства. Проходят часы, и наконец доктор Симс будит дремлющего Смита, чтобы сказать ему, что с Паулой всё в порядке, она родила сына. Через несколько дней Смит регистрирует рождение ребёнка. Ему дают имя — Иоанн.
Смит возвращается домой с маленькой игрушечной кошечкой для ребёнка и красивым ожерельем из стеклянных бусин для Паулы. Приходит викарий с телеграммой от редактора «Liverpool Mercury» с просьбой, чтобы Смит пришёл на интервью на следующий день. Они пакуют чемодан; она предлагает ему расположиться в The Great Northern Hotel. Они счастливы. Смит целует Паулу и прощается с ребёнком.
В Ливерпуле Смит поскальзывается на грязи и в него врезается такси. Он начинает видеть галлюцинации о войне, а когда приходит в себя, оказывается, что он забыл три последних года своей жизни. Его память до 1917 года восстановлена, но забыта его жизнь в больнице и с Паулой. Его зовут Чарльз Ренье, он сын богатого бизнесмена. Но никаких подсказок о том, как он попал в Ливерпуль с полей битвы во Франции — нет.
Чарльз возвращается домой поздно вечером, в день похорон своего отца, к его глубокому сожалению и изумлению семьи. Пятнадцатилетняя Китти, падчерица сестры Чарльза, мгновенно влюбляется в своего «дядю». Он удивлен. Она заставляет его пообещать написать ей и убеждает его позволить ей приехать на праздники. Когда Китти подрастает, она посылает Чарльзу письма. Через несколько лет Чарльз становится «промышленным принцем Англии».
Взрослая Китти приходит в офис Чарльза, чтобы пригласить его на ланч. Девушка напоминает Чарльзу, что первоначально он собирался просто привести в порядок дела фирмы. Он говорит ей, что осознал, насколько важно сохранить рабочие места для многих сотрудников, «маленьких семей в маленьких домах», по всей Англии, которые зависят от этого бизнеса. Чарльз замирает на мгновение, когда слышит голос доктора Бенета, который сидит за столом позади них. Чарльз не оборачивается и не смотрит. Китти говорит ему о своей любви, теперь взрослой и осознанной, а Чарльз говорит, что готов заботиться о девушке.
Он возвращается в офис, к нему в кабинет входит мисс Хэнсон, его секретарша. Это Паула. Они обсуждают бизнес. Она пристально наблюдает за Чарльзом, когда он смотрит на фотографии города. Он говорит ей, что собирается жениться, и она пытается взять ситуацию в свои руки. Той же ночью в своей квартире она разговаривает с доктором Бенетом. Несколько лет назад он сказал ей, что Смит не бросал её, просто в его голове открылась одна дверь, а другая закрылась. Если одного взгляда на неё, когда она зашла в его кабинет двумя годами раньше, было недостаточно, чтобы восстановить его память — разговоры тоже не помогут. Он предупреждает женщину, что раскрытие её личности только заставит Чарльза обидеться. Но дарит слабую надежду, что однажды Смит вернется к ней.
Паула искала своего мужа, а затем серьёзно болела в течение многих месяцев; ребёнок умер. Она потерпела неудачу в своей попытке вернуться на сцену. Она работала официанткой, изучала стенографию в вечерней школе и в конце концов пошла работать секретарем. Однажды она увидела фотографию Чарльза в газете и сумела стать его личным секретарем, назвавшись Маргарет Хансон. Маргарет объявила мужа мертвым, их брак был расторгнут: 12 лет прошло с тех пор, как он исчез.
За несколько дней до свадьбы Чарльз и Китти выбирают гимн для службы. Органист играет «Oh Perfect Love», и Чарльз замирает, уставившись на алтарь. Он поворачивается, чтобы посмотреть на Китти и не узнаёт её. Она говорит, что всегда знала, что у него кто-то есть. Она отменяет свадьбу, и Чарльз исчезает.
С помощью дворецкого, Шелдона, Маргарет узнает, что Чарльз находится в Ливерпуле, пытаясь в последний раз собрать воедино свои потерянные воспоминания. Она присоединяется к нему в его расследовании. Они забирают его чемодан из гостиницы, но он ничего не вспоминает.
После его избрания в парламент, в чём Маргарет оказывает неоценимую помощь, Чарльз предлагает ей брак, как дружеское и полезное партнерство, а не романтическое. Она говорит об этом с доктором Бенетом, который просит её придерживаться плана, даже если она любит его. Чарльз звонит, и Маргарет соглашается. Они становятся идеальной парой, по крайней мере, на первый взгляд. На их третью годовщину он дарит ей изысканное изумрудное ожерелье. Она открывает шкатулку с драгоценностями и находит бусы, которые ей подарил Смит. Она показывает их Чарльзу, который признает, что они были подарком от её мертвого мужа. Он признается о потерянных воспоминаниях. Маргарет находится на грани того, чтобы сказать ему правду, но отступает. Он желает ей спокойной ночи, и она горько плачет.
К несчастью, одинокая Маргарет сама решает отправиться в длительный отпуск за границу. Прежде чем её корабль отправится в Южную Америку, она отправляется в Девон на два дня, чтобы вновь посетить деревню, где она и Смит жили. Когда Чарльз провожает Маргарет на вокзале, его вызывают на работу. После успешных переговоров он прогуливается по городу, знакомая обстановка и звуки праздника начинают навевать потерянные воспоминания. Он помнит девушку…
Лицо Маргарет появляется из тумана. Она собирается уехать из дома на станцию и делает случайное замечание нынешнему хозяину о миссис Девентер. Хозяин говорит ей, что один джентльмен только этим утром спросил о миссис Девентер и о старом викарии, и искал дом, который он раньше снимал, возле церкви. С новой надеждой Маргарет спешит прочь.
Чарльз стоит на мосту, смотрит на дом. Он медленно подходит к воротам, которые все ещё скрипят, и ныряет под ветку дерева. Нерешительно он пробует старый ключ и обнаруживает, что тот подходит. Маргарет идёт к воротам и зовёт мужа, Ренье оборачивается и улыбается, узнавая жену.

## В ролях
- Рональд Колман — Чарльз Ренье
- Грир Гарсон — Паула Риджуэй/Маргарет Хэнсон
- Филип Дорн — Доктор Джонатан Бенет
- Сьюзен Питерс — Китти Чилсет
- Генри Трэверс — Доктор Симс
- Реджинальд Оуэн — Биффер
- Брэмуэлл Флетчер —Харрисон
- Рис Уильямс — Сэм
- Уна О’Коннор — Продавец табачных изделий
- Обри Мазер — Шелдон
- Маргарет Уайчерли — миссис Девентер
- Артур Маргетсон — Четвинд Ренье
- Мелвилл Купер — Джордж Ренье
- Алан Напье — Джулиан Ренье
- Джилл Эсмонд — Лидия Ренье
- Иван Ф. Симпсон — Викарий
- Энн Ричардс — Бриджит
- Норма Варден — Юлия
- Дэвид Кавендиш — Генри Чилсет
- Мари де Беккер — Жена викария
- Чарльз Уолдрон — Мистер Ллойд
- Элизабет Рисдон — миссис Ллойд

## Восприятие
Согласно отчетам MGM, фильм заработал 4 650 000 долларов в Соединенных Штатах и 8 147 000 долларов во всем мире с прибылью в 4 384 000 долларов, что стало их самым большим хитом в сезоне.
Несмотря на кассовый успех картины, критики оставляли скорее отрицательные отзывы.
Джеймс Эйджи писал: «Я хотел бы порекомендовать этот фильм тем, кто может интересоваться амнезией Рональда Колмана в течение двух часов и кто может с удовольствием съесть миску мыла для бритья на завтрак».
В своем обзоре для New York Times Босли Краузер писал, что «при всей своей эмоциональной эксцентричности „Случайная жатва“ — странно пустой фильм». «Мисс Гарсон и мистер Колман очаровательны; они прекрасно играют. Но они никогда не кажутся настоящими».
Variety высоко оценили выступления двух главных героев, в частности Гарсон, но отметили, что Колман казался старше своей роли.
Спустя десятилетия Джонатан Розенбаум из Chicago Reader допустил, что у Рональда Колмана «своего рода невменяемая искренность и честность на своих собственных условиях».
Обзор Леонарда Малтина гласит: «Роман Джеймса Хилтона, посвященный чрезвычайно интересному феномену, MGM воплотили на экране с Колманом и Гарсон в своих лучших проявлениях».
Хэл Эриксон писал: «При нормальных обстоятельствах мы не поверили бы ни на минуту в этот фильм, но магия сотканная звездами экрана и автором Джеймсом Хилтоном превращает невероятное в вполне правдоподобное».
Фильм был помещён Американским институтом кино на 36-е место в списке «100 самых страстных американских фильмов за 100 лет по версии AFI».

## Награды и номинации
| Награда | Категория                                                        | Номинант                                  | Результат |
| ------- | ---------------------------------------------------------------- | ----------------------------------------- | --------- |
| Оскар   | Лучший фильм                                                     | «Случайная жатва»                         | Номинация |
| Оскар   | Лучший режиссёр                                                  | Мервин ЛеРой                              | Номинация |
| Оскар   | Лучшая мужская роль                                              | Рональд Колман                            | Номинация |
| Оскар   | Лучший сценарий                                                  | Клодин Уэст Джордж Фрошель Артур Вимперис | Номинация |
| Оскар   | Лучшая музыка, озвучивание драматического или комедийного фильма | Герберт Стотхарт                          | Номинация |
| Оскар   | Лучшая работа художника-постановщика                             | Седрик Гиббонс                            | Номинация |
| Оскар   | Лучшая женская роль второго плана                                | Сьюзан Питерс                             | Номинация |

## В популярной культуре
Этот фильм упоминается в третьем сезоне британского ситкома «Время идет».
Несколько индийских фильмов были созданы под влиянием этого фильма: «Harano Sur» (1957); «Амара Дипам» (фильм 1956 года) и его ремейк на хинди «Амар Дип» (фильм 1958 года) с Девом Анандом в главной роли.
В 1973 году в двадцать четвёртом эпизоде шестого сезона «Шоу Кэрол Бёрнетт» была показана пародия на этот фильм, с Кэрол Бёрнетт в роли Грир Гарсон и Харви Корманом в роли Рональда Колмана.
Warner Home Video выпустила восстановленную и обновленную версию в формате DVD в 2005 году.